# Xã Martin, Michigan
Xã Martin (tiếng Anh: Martin Township) là một xã thuộc quận Allegan, tiểu bang Michigan, Hoa Kỳ. Năm 2010, dân số của xã này là 2.629 người.